# Бисутти, Кайли
Ка́йли Энн Бису́тти (англ. Kylie Ann Bisutti, в девичестве — Ладло́у (англ. Ludlow); 31 марта 1990, Сими-Валли, Калифорния, США) — американская фотомодель и писательница.

## Биография
Кайли Энн Ладлоу (девичья фамилия Бисутти) родилась 31 марта 1990 года в Сими-Валли (штат Калифорния, США) в семье покер-дилера и домохозяйки, а выросла в Лас-Вегасе (штат Невада). У Кайли есть младший брат, Люк Ладлоу, и сестра (род. 10.01.2014).

## Карьера
Кайли начала карьеру фотомодели в раннем детстве, в начале 1990-х годов. В 1998 года она прошла свой первый кастинг, после чего начала работать в «Fashion Show Mall» в Лас-Вегасе. В 2006 году она переехала в Нью-Йорк, чтобы больше реализовать себя в профессии. В 2009 году Бисутти выиграла модельный конкурс, после которого она стала моделью для «Victoria’s Secret». В 2012 году Кайли завершила карьеру из-за своих христианских ценностей. В 2013 году Бисутти написала мемуары «Я не ангел: от модели „Victoria’s Secret“ до примера для подражания» (англ. I'm No Angel: From Victoria's Secret Model to Role Model).

## Личная жизнь
С 21 июля 2009 года Кайли замужем за Майклом Бисутти, с которым она встречалась 3 месяца до их свадьбы. У супругов есть четверо детей: три сына, Джейс Майкл Бисутти (род. 21 января 2014), Лука Майкл Бисутти (род. 26 июля 2015) и Сет Майкл Бисутти (род. 23 марта 2017), и одна дочь — Джулианна Грейс Бисутти (род. 24 января 2019).